# Hoofdklasse (Schach) 1974/75
In der Hoofdklasse 1974/75 wurde die 52. niederländische Mannschaftsmeisterschaft im Schach ausgespielt.
Der Titelverteidiger Desisco/Watergraafsmeer gewann alle Wettkämpfe und wurde überlegen niederländischer Mannschaftsmeister. Aus der Klasse 1 waren der Schaakclub Groningen und VHS Haarlem aufgestiegen. Während Groningen den Klassenerhalt erreichte, musste VHS zusammen mit Haagse Moerwijk absteigen.

## Abschlusstabelle
| Pl. | Verein                      | Sp | G | U | V | MP   | Brett-P.  |
| --- | --------------------------- | -- | - | - | - | ---- | --------- |
| 01. | Desisco/Watergraafsmeer (M) | 9  | 9 | 0 | 0 | 18:0 | 68,5:21,5 |
| 02. | Philidor Leeuwarden         | 9  | 6 | 1 | 2 | 13:5 | 50,0:40,0 |
| 03. | Utrecht                     | 9  | 6 | 0 | 3 | 12:6 | 51,5:38,5 |
| 04. | Eindhovense SV              | 9  | 4 | 1 | 4 | 9:9  | 45,5:44,5 |
| 05. | Charlois                    | 9  | 3 | 3 | 3 | 9:9  | 41,0:49,0 |
| 06. | Schaakclub Groningen (N)    | 9  | 3 | 2 | 4 | 8:10 | 48,0:42,0 |
| 07. | Philidor Leiden             | 9  | 4 | 0 | 5 | 8:10 | 40,5:49,5 |
| 08. | Discendo Discimus Den Haag  | 9  | 3 | 1 | 5 | 7:11 | 44,0:46,0 |
| 09. | VHS Haarlem (N)             | 9  | 2 | 1 | 6 | 5:13 | 38,5:51,5 |
| 10. | Haagse Moerwijk             | 9  | 0 | 1 | 8 | 1:17 | 22,5:67,5 |

### Entscheidungen
|     | Niederländischer Mannschaftsmeister: Desisco/Watergraafsmeer |
|     | Absteiger in die Klasse 1: VHS, Haagse Moerwijk              |
| (M) | Meister der letzten Saison                                   |
| (N) | Aufsteiger der letzten Saison                                |

### Kreuztabelle
| Ergebnisse | Ergebnisse                 | 01. | 02. | 03. | 04. | 05. | 06. | 07. | 08. | 09. | 10. |
| ---------- | -------------------------- | --- | --- | --- | --- | --- | --- | --- | --- | --- | --- |
| 01.        | Desisco/Watergraafsmeer    |     | 7½  | 7½  | 9   | 7   | 7   | 8½  | 6   | 7   | 9   |
| 02.        | Philidor Leeuwarden        | 2½  |     | 5½  | 5½  | 5   | 5½  | 6½  | 6   | 4½  | 9   |
| 03.        | Utrecht                    | 2½  | 4½  |     | 6   | 6½  | 5½  | 4½  | 6½  | 7½  | 8   |
| 04.        | Eindhovense SV             | 1   | 4½  | 4   |     | 3½  | 5½  | 7½  | 5   | 7   | 7½  |
| 05.        | Charlois                   | 3   | 5   | 3½  | 6½  |     | 5   | 5½  | 2   | 5½  | 5   |
| 06.        | Schaakclub Groningen       | 3   | 4½  | 4½  | 4½  | 5   |     | 7   | 6½  | 5   | 8   |
| 07.        | Philidor Leiden            | 1½  | 3½  | 5½  | 2½  | 4½  | 3   |     | 6   | 6½  | 7½  |
| 08.        | Discendo Discimus Den Haag | 4   | 4   | 3½  | 5   | 8   | 3½  | 4   |     | 5½  | 6½  |
| 09.        | VHS Haarlem                | 3   | 5½  | 2½  | 3   | 4½  | 5   | 3½  | 4½  |     | 7   |
| 10.        | Haagse Moerwijk            | 1   | 1   | 2   | 2½  | 5   | 2   | 2½  | 3½  | 3   |     |